# Angus Maddison
Angus Maddison (Newcastle upon Tyne, 6 december 1926 - Neuilly-sur-Seine, 24 april 2010) was een Brits econoom en hoogleraar aan de Faculteit der Economische Wetenschappen aan de Rijksuniversiteit Groningen. Hij was expert op het gebied van kwantitatieve macro-economische geschiedenis, waaronder het meten en analyseren van economische groei en ontwikkeling. 

## Levensloop

### Jongere jaren
Maddison groeide op in Newcastle upon Tyne, waar hij van 1938 tot 1944 de Darlington Grammar School volgde, en studeerde geschiedenis en economie van 1945 tot 1948 aan de Universiteit van Cambridge. Na zijn diensttijd als piloot bij de Royal Air Force studeerde hij verder aan de McGill-universiteit en de Johns Hopkins-universiteit. Hij besloot niet direct te gaan promoveren, maar om terug te keren naar het Verenigd Koninkrijk om les te geven aan de Universiteit van St Andrews. Zijn doctoraat behaalde hij pas in 1978 aan de Universiteit van Aix-Marseille.
In 1953 trad Maddison in dienst van de Organisatie voor Europese Economische Samenwerking (OEES), waar hij de leiding kreeg van de OEES Economics Division. Met de overgang in 1963 van de OEES in de Organisatie voor Economische Samenwerking werd hij adjunct-directeur van de Economic Development-afdeling. In de periode tussen 1966 en 1971 nam hij verlof, in de opvolgende vijftien jaar was hij regelmatig over de vloer als adviseur, en vanaf 1976 werkte hij nog eens vier jaar fulltime voor de OESO.

### Beleidsadviseur en hoogleraar
In de periode 1969-1971 was Maddison werkzaam bij het Centre for International Affairs van de Harvard-universiteit. Daarnaast was hij beleidsadviseur voor diverse instellingen, waaronder de regeringen van Ghana en Pakistan. Hij bezocht in deze hoedanigheid vele andere landen, en adviseerde de regeringsleiders van landen zoals Brazilië, Guinee, Mongolië, de Sovjet-Unie en Japan. Dit stelde hem in staat om een uniek inzicht te krijgen in de factoren die de economische groei en welvaart in deze landen bepalen.
In 1978 werd hij benoemd tot hoogleraar aan de Rijksuniversiteit Groningen. Maddison was een pionier op het gebied van de reconstructie van de nationale rekeningen, waarbij hij dit kon berekenen in periodes van enkele decennia helemaal terug in de tijd tot het jaar 1. Daartoe had hij moderne onderzoekstechnieken gecombineerd met zijn eigen uitgebreide kennis van de economische geschiedenis, en in het bijzonder de landelijke prestaties op het gebied van het Bruto binnenlands product (BBP) per hoofd van de bevolking. Zijn werk resulteerde in een nieuw begrip van de oorzaken waarom sommige landen rijk zijn geworden terwijl andere achterbleven of zelfs praktisch bezweken aan armoede. Op dit gebied wordt Maddison beschouwd als de meest vooraanstaande geleerde ter wereld.
In de laatste twee decennia van de 20e eeuw heeft Maddison zich vooral gericht op de opbouw van gegevens en de nadere analyse verder terug in de tijd. Zo publiceerde hij een gezaghebbende studie over de economische groei in China in de afgelopen twintig eeuwen. Deze studie heeft een sterke impuls gegeven aan het historische debat over de sterke en zwakke punten van Europa en China als twee van 's werelds grootste economische krachten. Zijn schattingen met betrekking tot het inkomen per hoofd in het Romeinse Rijk werden gebruikt in het baanbrekende werk van Keith Hopkins en Raymond W. Goldsmith. Maddison was ook auteur van een groot aantal belangrijke werken van de historische economische analyse, met inbegrip van het boek The World Economy: Historical Statistics, en een aantal andere naslagwerken over hetzelfde onderwerp.

### Latere leven
Tot het einde van zijn leven woonde Maddison in Thourotte in Noord-Frankrijk, maar hield sterke banden met de Rijksuniversiteit Groningen. Hij was de medeoprichter en intellectuele leider van de Groningen Growth and Development Centre, een onderzoeksgroep binnen de Faculteit der Economische Wetenschappen die zich richt op de lange termijn economische groei. Hier wordt een database onderhouden met historische economische gegevens over vrijwel alle landen in de wereld. Zij vormen tegenwoordig een van de belangrijkste bronnen voor de analyse van lange termijn economische groei, en worden wereldwijd gebruikt door academici, analisten en beleidsmakers.
In 2006, rond zijn tachtigste verjaardag, ontving Maddison een koninklijke onderscheiding als Commandeur in de Orde van de Gouden Leeuw van Nassau. In oktober 2007 ontving hij een eredoctoraat aan de Universiteit van Hitotsubashi in Japan.

## Publicaties
- 1964. Economic growth in the West : comparative experience in Europe and North America. New York : Twentieth Century Fund.
- 1969. Economic growth in Japan and the USSR. London : Allen & Unwin.
- 1970. Economic progress and policy in developing countries. London : George Allen and Unwin.
- 1982. Phases of capitalist development. Oxford : Oxford University Press. Vertaald als: Ontwikkelingsfasen van het kapitalisme (1982). Utrecht : Spectrum.
- 1989. The world economy in the 20th century. Paris : OECD Publishing.
- 2003. The world economy : historical statistics. Paris : OECD.